# Bactrocera manskii
Bactrocera manskii är en tvåvingeart som först beskrevs av Perkins och May 1949.  Bactrocera manskii ingår i släktet Bactrocera och familjen borrflugor. Inga underarter finns listade.